# Пироженко, Виталий Михайлович
Виталий Михайлович Пироженко (р. 1937) – российский физик, специалист в области радиоэлектроники, электродинамики, физики и техники ускорителей заряженных частиц. Лауреат Государственной премии Российской Федерации в области науки и техники (1999).

## Краткая биография
Родился 8 октября 1937 года в г. Батайске Ростовской области. В 1959 году окончил Таганрогский радиотехнический институт. В 1959-1964 годах работал на Радиотехническом заводе в г. Мытищи Московской области, в области разработки и производства радио-измерительных приборов. В 1964-1977 годах работал в Радиотехническом институте АН СССР, в должности младшего, затем старшего научного сотрудника. С 1973 года – кандидат технических наук. В 1977-2005 годах работал в Московском радиотехническом институте АН СССР и РАН, сначала начальником лаборатории, а с 1995 года – начальником отдела линейных ускорителей заряженных частиц. В 1993-2005 годах сотрудничал с несколькими американскими компаниями. В 1999 году получил Государственную премию РФ в области науки и техники за работу «Разработка научно-практических основ, создание и внедрение экологически безопасных высокопроизводительных радиационно-технологических установок для радиационной обработки изделий и материалов».

## Научная деятельность
Области научных интересов: радиотехника; теория электромагнитного поля и техника сверхвысоких частот; физика и техника формирования и ускорения пучков заряженных частиц; радиационные технологии и радиационная защита.
Основной особенностью работы Виталия Михайловича является сочетание разных видов деятельности, охватывающих весь спектр разработки сложной новой аппаратуры: теоретические исследования и проведение расчетов; изобретение и разработка новых видов устройств; экспериментальные исследования с помощью опытных образцов; внедрение разработанных устройств в реальные строящиеся ускорительные комплексы; участие в запуске и наладке комплексов.
Основываясь на уравнениях Максвелла, Виталий Михайлович разработал теорию связанных электромагнитных колебаний в объемных резонаторах со сложной формой. Используя эту теорию, а также высокий уровень изобретательности, он разработал несколько новых типов высокочастотных ускорителей заряженных частиц.
Разработанные Виталием Михайловичем методы и устройства применены в действующих крупных установках, используемых в области физических исследований или для радиационных технологий. В частности, он принимал участие в создании крупнейшего в мире в свое время Серпуховского протонного синхротрона У-70, крупнейшего в Европе линейного ускорителя протонов и отрицательных ионов водорода Московской мезонной фабрики ИЯИ РАН. Виталий Михайлович вместе с коллегами построил экспериментальные ускорители протонов и электронов, в которых получил рекордные для линейных ускорителей данных типов токи пучков. В более позднее время он принимал участие в создании радиационно-технологических установок нового типа, которые использовались не только в России, но и за рубежом.

## Труды
Более 100 опубликованных научных трудов, а также более 30 патентов и авторских свидетельств на изобретения в СССР, РФ и США.
Избранные работы:
- Ускоряющая структура с кольцевыми резонаторами связи // Приборы и техника эксперимента, № 4, стр. 56-61, 1970 (в соавт. с В. Г. Кульманом и Э. А. Мирочником).
- Новая ускоряющая структура с π/2-волной для линейных ускорителей протонов с высокой энергией // Труды 2-й Всесоюзной конференции по ускорителям заряженных частиц, т. 2, стр. 150-153, Москва, 1970 (в соавт. с В. Г. Андреевым).
- Анализ электромагнитных полей в резонансных системах // Радиотехника и электроника, том 23, № 10, стр. 2099-2106, 1978 (в соавт. с В. Г. Кульманом).
- Много-резонаторный генератор с релятивистским электронным пучком // Авторское свидетельство на изобретение № 740061, Москва, 1978 (в соавт. с Л. Г. Ломизе).
- Линейный ускоритель заряженных частиц // Авторское свидетельство на изобретение № 1116971, Москва, 1983.
- Линейный ускоритель протонов со сверхпроводящим фокусирующим соленоидом // Вопросы атомной науки и техники, № 6, стр. 30-33, Харьков, 1989 (в соавт. с О. В. Плинком).
- HILBILAC Development for Accelerator-Driven Transmutation // Proceedings of International Conference on Accelerator-Driven Transmutation Technologies and Applications, USA, Las Vegas, pp. 404-410, 1994 (jointly with O. Plink).
- Radio-Frequency Ion Linear Accelerator for BNCT // Proceedings of International Conference on Boron Neutron Capture Therapy, USA, Jackson, pp. 149-159, 1994.
- Установка для радиационной стерилизации изделий и материалов // Патент на изобретение № 2093187, Москва, 1994.
- Radiation Sterilization Unit // United States Patent # 5557109, 1996 (jointly with S. Bidnyy, A. Zavadtsev, E. Mirochnik, A. Mishchenko, I. Radchenko).
- Установка для радиационной обработки изделий и материалов // Патент на изобретение № 2149647, Москва, 1998 (в соавт. с К. Г. Симоновым).
- Линейный ускоритель электронов // Патент на изобретение № 2282955, Москва, 2004.
- Standing-Wave Electron Linear Accelerator // United States Patent # 7262566, 2007 (jointly with G. Bowser, V. Belugin, N. Rozanov).
- Efficient Traveling-Wave Structure for Linear Accelerators // Proceedings of 11-th European Particle Accelerator Conference EPAC-2008, Genoa, Italia, pp. 2746-2748, 2008.
- Self-shielded electron linear accelerators designed for radiation technologies // Physical Review Special Topics-Accelerators and Beams, vol. 12, no 9, pp. 1-12, 2009 (jointly with V. Belugin, N. Rozanov).